# Dominik Vischer
Dominik Vischer (* 1965) ist ein deutscher Fernsehmoderator in der Sparte Sport.

## Leben
Dominik Vischer wuchs im Schwarzwald auf. Nach dem Abitur studierte er Publizistik, Politologie und Italienisch in Berlin. Während des Studiums belegte Vischer ein Praxisseminar im Bereich Sportjournalismus. Danach arbeitete er seit 1992 als Reporter für Hörfunk und Fernsehen. Besonders in der Sparte Fußball und Schwimmen wurde er eingesetzt. 1996 wurde Dominik Vischer Hertha-Reporter für den damaligen SFB, das heutige rbb-Fernsehen, und die ARD. 
Er berichtet von Olympischen Spielen, Schwimm- und Fußballmeisterschaften. Seit dem Jahr 2000 ist er als TV-Moderator im Dienst, bei Sport im Osten für den SFB sowie im Sportpalast. Beim Berlin-Marathon ist er Interviewer, außerdem bei Schwimm- und Fußballübertragungen im deutschen Fernsehen. 
Im rbb-Fernsehen war er ab 2007 sonntags Gastgeber der Sendung Sportplatz. Seit August 2012 ist Dominik Vischer Mitarbeiter in der Sportredaktion des Bayerischen Rundfunks in München und moderiert dort sowohl den Sport-Block in der Nachrichtensendung Rundschau (2022 umbenannt in BR24) um 18:30 Uhr als auch diverse Ausgaben von Blickpunkt Sport.